# Bay Lake (Floride)
Pour le lac, voir Bay Lake.
Bay Lake est une ville située dans le Comté d'Orange (Floride, États-Unis). En 2010, sa population s'élevait à 47 habitants.
La ville tient son nom d'un lac naturel situé à proximité, Bay Lake. Bay Lake est l'une des deux villes de Floride entièrement administrées par la Walt Disney Company, l'autre étant Lake Buena Vista. Les services municipaux sont sous la responsabilité du Reedy Creek Improvement District.
Elle héberge sur son territoire une partie du complexe de loisirs Walt Disney World Resort, dont les parcs et complexes suivants.
- Walt Disney World Resort :
  - Magic Kingdom
  - Disney's Fort Wilderness Railroad
  - River Country (fermé définitivement)
  - Magnolia and Palm Golf Courses
  - Disney's BoardWalk Resort
  - Epcot
  - Disney's Animal Kingdom
  - Disney's Blizzard Beach
  - Disney's Hollywood Studios
  - ESPN Wide World of Sports Complex

## Géographie
Selon le Bureau du recensement des États-Unis, la ville a une aire totale de 59,1 km2.
3,4 km2 (5,75%) de sa superficie sont constitués d'eau, dont principalement le lac Bay Lake.

## Démographie
| 1970 | 1980 | 1990 | 2000 | 2010 | - |
| ---- | ---- | ---- | ---- | ---- | - |
| 24   | 74   | -    | 23   | 47   | - |